# San Pedro Huixotitla
San Pedro Huixotitla är en ort i Mexiko.   Den ligger i kommunen Mineral del Monte och delstaten Hidalgo, i den sydöstra delen av landet, 90 km nordost om huvudstaden Mexico City. San Pedro Huixotitla ligger 2 727 meter över havet och antalet invånare är 247.
Terrängen runt San Pedro Huixotitla är kuperad. Runt San Pedro Huixotitla är det mycket tätbefolkat, med 1 135 invånare per kvadratkilometer. Närmaste större samhälle är Pachuca de Soto, 8,7 km väster om San Pedro Huixotitla. Omgivningarna runt San Pedro Huixotitla är i huvudsak ett öppet busklandskap.